# Bersarinplatz

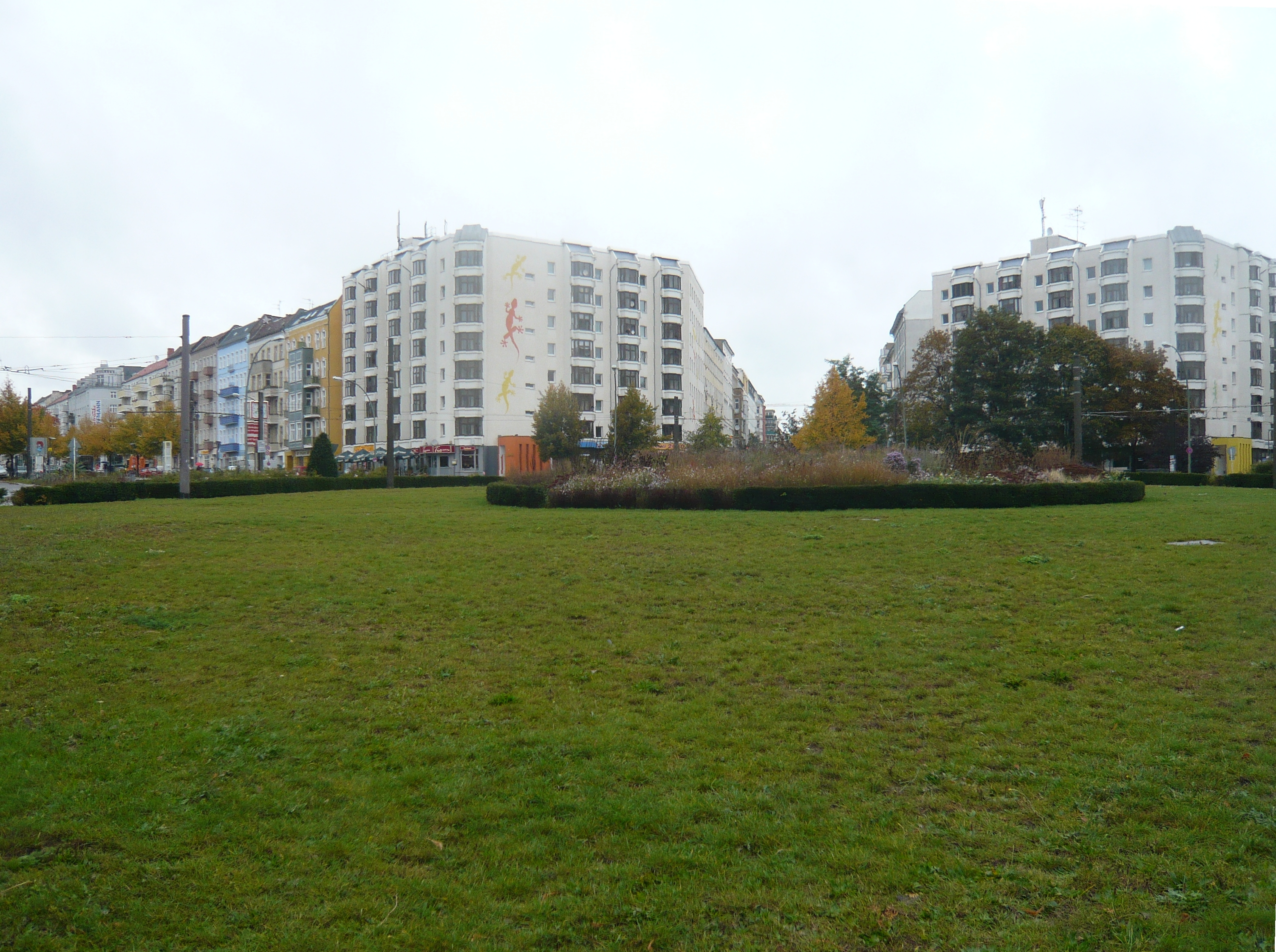
Bersarinplatz.

Bersarinplatz (till 1947 Baltenplatz) är en plats i stadsdelen Friedrichshain i Berlin. Den skapades som en trafikplats i James Hobrechts stadsplaner 1862 och 1882. 1895 fick platsen sitt namn Baltenplatz som en del i områdets baltiska gatutema, i samma område finns bland annat Rigaer Straße och Libauer Straße. 1947 fick namnet sitt nuvarande namn efter Nikolaj Bersarin. 
Bersarinplatz domineras av höghus från DDR-tiden som sanerades under 2000-talet och idag går under namnet Geckohäuser då de utsmyckats med målningar av geckoödlor.